# ادوین گریفیتس
ادوین گریفیتس (انگلیسی: Edwin Griffiths؛ ۱۸۸۴–۱۹۵۰) بازیکن فوتبال اهل بریتانیا بود.
از باشگاه‌هایی که در آن بازی کرده‌است می‌توان به باشگاه فوتبال استوک سیتی اشاره کرد.